# Seznam ropných havárií
Ve světě došlo k těmto ropným haváriím.

## Seznam
| Ropný únik / Plavidlo                                        | Místo                                                                             | Datum                                  | Min Tun   | Max Tun   | Odkaz(y)                             |
| ------------------------------------------------------------ | --------------------------------------------------------------------------------- | -------------------------------------- | --------- | --------- | ------------------------------------ |
| Ropovod v Los Angeles                                        | Spojené státy americké, Kalifornie, Atwater Village                               | 15. května 2014                        | 30        | 160       | [ 1 ]                                |
| Ropný únik u jezera Michigan                                 | Spojené státy americké, Indiana, rafinerie Whiting                                | 24. března 2014                        | 2         | 5         | [ 2 ] [ 3 ] [ 4 ]                    |
| MV Miss Susan/MV Summer Wind                                 | Spojené státy americké, Texas, lodní kanál v Houstonu                             | 22. března 2014                        | 546       | 546       | [ 5 ] [ 6 ]                          |
| Únik z ropovodu v Severní Dakotě                             | Spojené státy americké, Severní Dakota, Hiland                                    | 21. března 2014                        | 110       | 110       | [ 7 ]                                |
| Srážka vlaků v Severní Dakotě                                | Spojené státy americké, Severní Dakota, Casselton                                 | 30. prosince 2013                      | 1 300     | 1 300     | [ 8 ]                                |
| Bullenbaai                                                   | Curaçao, Bullenbaai, rafinerie Isla                                               | 1. listopadu 2013                      | neznámý   | neznámý   | [ 9 ]                                |
| Únik z ropovodu v Severní Dakotě                             | Spojené státy americké, Severní Dakota, Tioga                                     | 25. září 2013 – 29. září 2013          | 2 810     | 2 810     | [ 10 ] [ 11 ]                        |
| Ropný únik v provincii Rayong                                | Thajsko, Rayong/Ko Samet, Thajský záliv                                           | 27. července 2013                      | 43        | 163       | [ 12 ] [ 13 ]                        |
| Vykolejení vlaku v Lac-Mégantic                              | Kanada, Québec, Lac-Mégantic                                                      | 6. července 2013                       | 4 830     | 4 830     | [ 14 ]                               |
| Skladovací terminál v Cushingu                               | Spojené státy americké, Oklahoma, Cushing                                         | 18. května 2013                        | 340       | 340       | [ 15 ] [ 16 ]                        |
| Mayflower                                                    | Spojené státy americké, Arkansas, Mayflower                                       | 30. března 2013                        | 680       | 950       | [ 17 ]                               |
| rafinerie v Magnolii                                         | Spojené státy americké, Arkansas, Magnolia                                        | 9. března 2013                         | 680       | 760       | [ 18 ] [ 19 ]                        |
| Bullenbaai                                                   | Curaçao, Bullenbaai                                                               | 7. listopadu 2012                      | neznámý   | neznámý   | [ 9 ] [ 20 ]                         |
| Únik ze skladovacího zásobníku v Arthur Kill (Hurikán Sandy) | Spojené státy americké, New Jersey, Sewaren                                       | 29. října 2012                         | 1 090     | 1 130     | [ 21 ] [ 22 ]                        |
| Curaçao                                                      | Curaçao , rafinerie Isla a přírodní rezervace Jan Kok                             | 17. srpna 2012                         | neznámý   | neznámý   | [ 23 ] [ 24 ]                        |
| Sundre, Alberta                                              | Kanada, Sundre                                                                    | 8. června 2012                         | 410       | 410       | [ 25 ]                               |
| Řeka Guarapiche                                              | Venezuela, Maturín, Monagas                                                       | 4. února 2012                          | 680       | 41 000    | [ 26 ] [ 27 ]                        |
| Nigérie                                                      | Nigérie, Ropné pole Bonga                                                         | 21. prosince 2011                      | 5 500     | 5 500     | [ 28 ]                               |
| TK Bremen                                                    | Francie, Bretaň, Erdeven                                                          | 16. prosince 2011                      | 220       | 220       | [ 29 ]                               |
| Campos Basin                                                 | Brazílie, Campos Basin, Frade Field                                               | 7. listopadu 2011 – 15. listopadu 2011 | 89        | 400       | [ 30 ] [ 31 ]                        |
| Ropný únik z lodi Rena                                       | Nový Zéland, Tauranga, Bay of Plenty                                              | 5. října 2011 – říjen 2012             | 350       | 350       | [ 32 ] [ 33 ]                        |
| Únik v Severním moři                                         | Spojené království, Severní moře, plošina Gannet Alpha                            | 10. srpna 2011 – 13. srpna 2011        | 216       | 216       | [ 34 ]                               |
| Řeka Yellowstone                                             | Spojené státy americké, Billings, Montana, Yellowstone (řeka)                     | 1. července 2011                       | 105       | 140       | [ 35 ]                               |
| Ropný únik v Bohai Bay                                       | Čína, Bohai Bay                                                                   | 4. června 2011 – 19. června 2011       | 204       | 204       | [ 36 ] [ 37 ]                        |
| Ropný únik u Little Buffalo                                  | Kanada, Alberta                                                                   | 29. dubna 2011                         | 3,800     | 3,800     | [ 38 ] [ 39 ]                        |
| Únik z ropovodu Mumbai-Uran                                  | Indie, Bombaj, Arabské moře                                                       | 21. ledna 2011                         | 40        | 55        | [ 40 ] [ 41 ]                        |
| Elektrárna Fiume                                             | Itálie, Sardinie, Porto Torres                                                    | 11. ledna 2011                         | 15        | 15        | [ 42 ]                               |
| Ropný únik u Bombaje / MV MSC Chitra a MV Khalijia 3         | Indie, Bombaj, Arabské moře                                                       | 7. srpna 2010 – 9. srpna 2010          | 400       | 800       | [ 43 ] [ 44 ] [ 45 ]                 |
| Ropný únik v Barataria Bay                                   | Spojené státy americké, Barataria Bay, Mexický záliv                              | 27. července 2010 – 1. srpna 2010      | 23        | 45        | [ 46 ] [ 47 ] [ 48 ] [ 49 ]          |
| Ropný únik na řece Kalamazoo                                 | Spojené státy americké, řeka Kalamazoo River, Calhoun County, Michigan            | 26. července 2010                      | 2 800     | 3 250     | [ 50 ] [ 51 ]                        |
| Xingang Port                                                 | Čína, Žluté moře                                                                  | 16. července 2010 – 21. července 2010  | 1 500     | 90 000    | [ 52 ] [ 53 ]                        |
| Jebel al-Zayt                                                | Egypt, Rudé moře                                                                  | 16. června 2010 – 23. června 2010      | neznámý   | neznámý   | [ 54 ]                               |
| Red Butte Creek                                              | Spojené státy americké, Salt Lake City, Utah                                      | 11. června 2010 – 12. června 2010      | 65        | 107       | [ 55 ] [ 56 ]                        |
| Trans-Aljašský ropovod                                       | Spojené státy americké, Anchorage, Aljaška                                        | 25. května 2010                        | 400       | 1 200     | [ 57 ]                               |
| MT Bunga Kelana 3                                            | Singapur, Singapurský průliv                                                      | 25. května 2010                        | 2 000     | 2 500     | [ 58 ] [ 59 ] [ 60 ]                 |
| ExxonMobil                                                   | Nigérie, delta Nigeru                                                             | 1. května 2010                         | 3 246     | 95 500    | [ 61 ] [ 62 ] [ 63 ]                 |
| Deepwater Horizon                                            | Spojené státy americké, Mexický záliv                                             | 20. dubna 2010 – 15. července 2010     | 492 000   | 627 000   | [ 64 ]                               |
| Velký bariérový útes / MV\|Shen Neng 1                       | Austrálie, Great Keppel Island                                                    | 3. dubna 2010                          | 3         | 4         | [ 65 ] [ 66 ] [ 67 ]                 |
| Port Arthur                                                  | Spojené státy americké, Port Arthur, Texas                                        | 23. ledna 2010                         | 1 500     | 1 500     | [ 68 ]                               |
| Ropný únik na Žluté řece                                     | Čína, Chishui River (Shaanxi)                                                     | 5. ledna 2010                          | 130       | 130       | [ 69 ]                               |
| Montara                                                      | Austrálie, Timorské moře                                                          | 21. srpna 2009                         | 4 000     | 30 000    | [ 70 ] [ 71 ]                        |
| Full City                                                    | Norsko, Rognsfjorden blízko Såsteinu, jižně od Langesundu                         | 31. července 2009                      | 200       | 200       | [ 72 ]                               |
| Lüderitz                                                     | Namibie, jižní pobřeží                                                            | 8. dubna 2009                          | neznámý   | neznámý   | [ 73 ]                               |
| Queensland                                                   | Austrálie, Queensland                                                             | 10. března 2009                        | 230       | 260       | [ 74 ]                               |
| West Cork                                                    | Irsko, jižní pobřeží                                                              | únor 2009                              | 300       | 300       | [ 75 ]                               |
| New Orleans                                                  | Spojené státy americké, New Orleans, Louisiana                                    | 28. července 2008                      | 8 800     | 8 800     | [ 76 ]                               |
| Statfjord                                                    | Norsko, Norské moře                                                               | 12. prosince 2007                      | 4 000     | 4 000     | [ 77 ]                               |
| Korea                                                        | Korea, Žluté moře                                                                 | 7. prosince 2007                       | 10 800    | 10 800    | [ 78 ] [ 79 ]                        |
| Ropný únik v Kerčském průlivu                                | Ukrajina Rusko, Kerčský průliv                                                    | 11. listopadu 2007                     | 1 000     | 1 000     | [ 80 ]                               |
| COSCO Busan                                                  | Spojené státy americké, San Francisco, Kalifornie                                 | 7. listopadu 2007                      | 188       | 188       | [ 81 ]                               |
| Kab 101                                                      | Mexiko, Záliv Campeche                                                            | 23. října 2007 – 17. prosince 2007     | 1 869     | 1 869     | [ 82 ]                               |
| Burnaby                                                      | Kanada, Burnaby, Britská Kolumbie                                                 | 24. července 2007                      | 201       | 201       | [ 83 ]                               |
| Guimaras                                                     | Filipíny, Průliv Guimaras                                                         | 11. srpna 2006                         | 172       | 1 540     | [ 84 ]                               |
| Ropný únik z elektrárny Jiyeh                                | Libanon                                                                           | 14. července 2006 – 15. července 2006  | 20 000    | 30 000    | [ 84 ]                               |
| rafinerie Citgo                                              | Spojené státy americké, Jezero Charles, Louisiana                                 | 19. června 2006                        | 6 500     | 6 500     | [ 85 ]                               |
| Ropný únik v Prudhoe Bay                                     | Spojené státy americké, Alaska North Slope, Aljaška                               | 2. března 2006                         | 653       | 689       | [ 86 ]                               |
| Bass Enterprises (Hurikán Katrina)                           | Spojené státy americké, záliv Cox, Louisiana                                      | 30. srpna 2005                         | 12 000    | 12 000    | [ 87 ]                               |
| Shell (Hurikán Katrina)                                      | Spojené státy americké, Pilottown, Louisiana                                      | 30. srpna 2005                         | 3 400     | 3 400     | [ 87 ]                               |
| Chevron (Hurikán Katrina)                                    | Spojené státy americké, Empire, Louisiana                                         | 30. srpna 2005                         | 3 200     | 3 200     | [ 87 ]                               |
| Únik z rafinerie Murphy Oil USA (Hurikán Katrina)            | Spojené státy americké, Meraux a Chalmette, Louisiana                             | 30. srpna 2005                         | 2 660     | 3 410     | [ 87 ] [ 88 ]                        |
| Bass Enterprises (Hurikán Katrina)                           | Spojené státy americké, Pointe à la Hache, Louisiana                              | 30. srpna 2005                         | 1 500     | 1 500     | [ 87 ]                               |
| Chevron (Hurikán Katrina)                                    | Spojené státy americké, Port Fourchon, Louisiana                                  | 30. srpna 2005                         | 170       | 170       | [ 87 ]                               |
| Venice Energy Services Company (Hurikán Katrina)             | Spojené státy americké, Venice, Louisiana                                         | 30. srpna 2005                         | 81        | 81        | [ 87 ]                               |
| Ropovod Shell (Hurikán Katrina)                              | Spojené státy americké, Nairn, Louisiana                                          | 30. srpna 2005                         | 44        | 44        | [ 87 ]                               |
| Sundown Energy (Hurikán Katrina)                             | Spojené státy americké, West Potash, Louisiana                                    | 30. srpna 2005                         | 42        | 42        | [ 87 ]                               |
| MV Selendang Ayu                                             | Spojené státy americké, Unalaska (ostrov), Aljaška                                | 8. prosince 2004                       | 1 560     | 1 560     | [ 89 ]                               |
| Athos 1                                                      | Spojené státy americké, Delaware River, Paulsboro, New Jersey                     | 26. listopadu 2004                     | 860       | 860       | [ 90 ]                               |
| Ropovod MP-80 Delta 20" (Hurikán Ivan)                       | Spojené státy americké, Louisiana                                                 | 16. září 2004 – 19. září 2004          | 963       | 963       | [ 91 ]                               |
| Ropovod MP-69 Nakika 18" & MP-151 Nakika 18" (Hurikán Ivan)  | Spojené státy americké, Louisiana                                                 | 16. září 2004 – 6. října 2004          | 618       | 618       | [ 91 ]                               |
| zřícení nádrže Chevron-Texaco (Hurikán Ivan)                 | Spojené státy americké, Louisiana                                                 | 16. září 2004 – 17. září 2004          | 423       | 423       | [ 91 ]                               |
| Tasman Spirit                                                | Pákistán, Karáčí                                                                  | 28. července 2003                      | 28 000    | 30 000    | [ 92 ] [ 93 ]                        |
| Bouchard No. 120                                             | Spojené státy americké, Buzzards Bay, Bourne, Massachusetts                       | 27. dubna 2003                         | 320       | 320       | [ 94 ]                               |
| Prestige                                                     | Španělsko, Galicie                                                                | 13. listopadu 2002                     | 63 000    | 63 000    | [ 95 ] [ 96 ]                        |
| Bombový útok na Limburg                                      | Jemen, záliv Aden                                                                 | 6. října 2002                          | 12 200    | 12 200    | [ 97 ] [ 98 ]                        |
| rafinerie Manguinhos                                         | Brazílie, záliv Guanabara, Rio de Janeiro                                         | 23. listopadu 2001                     | 34        | 97        | [ 99 ]                               |
| Prostřelení Trans-Aljašského ropovodu                        | Spojené státy americké, Aljaška                                                   | 4. října 2001                          | 932       | 932       | [ 100 ]                              |
| Shell Ogbodo                                                 | Nigérie                                                                           | 25. června 2001                        | 9 500     | neznámý   | [ 101 ]                              |
| Shell Ogoniland                                              | Nigérie                                                                           | květen 2001                            | neznámý   | neznámý   | [ 102 ]                              |
| Petrobras 36                                                 | Brazílie, ropné pole Roncador, Campos Basin                                       | 15. března 2001                        | 274       | 274       | [ 103 ]                              |
| Amorgos                                                      | Tchaj-wan, jižní pobřeží                                                          | 14. ledna 2001                         | 1 150     | 1 150     | [ 104 ]                              |
| Tanker Jessica                                               | Ekvádor, Galapágy                                                                 | leden 2001                             | 568       | 568       | [ 105 ] [ 106 ]                      |
| řeka Pine                                                    | Kanada, Chetwynd, Britská Kolumbie                                                | 1. srpna 2000                          | 850       | 850       | [ 107 ]                              |
| Projekt hlubokomořského úniku                                | Norsko, Norské moře, Helland Hansen ridge                                         | červen 2000                            | 100       | 100       | [ 108 ]                              |
| Tanker Treasure                                              | Jihoafrická republika, Kapské Město                                               | červen 2000                            | 1 400     | 1 400     | [ 105 ]                              |
| ropovod Petrobras                                            | Brazílie, záliv Guanabara, Rio de Janeiro                                         | leden 2000                             | 1 100     | 1 100     | [ 99 ] [ 105 ]                       |
| Erika                                                        | Francie, Biskajský záliv                                                          | 12. prosince 1999                      | 15 000    | 25 000    | [ 89 ] [ 105 ]                       |
| MV New Carissa                                               | Spojené státy americké, Coos Bay, Oregon                                          | 4. února 1999 – 9. března 1999         | 230       | 230       | [ 109 ]                              |
| Mobil Nigeria                                                | Nigérie                                                                           | 12. ledna 1998                         | 5 500     | 5 500     | [ 89 ]                               |
| Nakhodka                                                     | Japonsko, Japonské moře                                                           | prosinec 1997                          | 6 240     | 6 240     | [ 110 ]                              |
| Julie N.                                                     | Spojené státy americké, Portland, Maine                                           | 27. září 1996                          | 586       | 586       | [ 111 ]                              |
| Sea Empress                                                  | Spojené království, Pembrokeshire                                                 | 15. února 1996                         | 40 000    | 72 000    | [ 89 ] [ 95 ]                        |
| North Cape                                                   | Spojené státy americké, Rhode Island                                              | 19. ledna 1996                         | 2 500     | 2 500     | [ 112 ]                              |
| Seki                                                         | Spojené arabské emiráty                                                           | 31. března 1994                        | 15 900    | 15 900    | [ 89 ]                               |
| Morris J. Berman                                             | Portoriko                                                                         | 7. ledna 1994                          | 2 600     | 2 600     | [ 113 ]                              |
| MV Braer                                                     | Spojené království, Shetland                                                      | 5. ledna 1993                          | 85 000    | 85 000    | [ 95 ]                               |
| Egejské moře                                                 | Španělsko, A Coruña                                                               | 3. prosince 1992                       | 74 000    | 74 000    | [ 95 ]                               |
| Port Bonython                                                | Austrálie, záliv Spencer, Jižní Austrálie                                         | 30. srpna 1992                         | 296       | 296       | [ 114 ]                              |
| Katina P                                                     | Mosambik, Maputo                                                                  | 26. dubna 1992                         | 72 000    | 72 000    | [ 95 ]                               |
| Údolí Fergana                                                | Uzbekistán                                                                        | 2. března 1992                         | 285 000   | 285 000   | [ 89 ]                               |
| Tanker Kirki                                                 | Austrálie, Indický oceán, u pobřeží Západní Austrálie                             | 21. července 1991                      | 17 280    | 17 280    | [ 115 ]                              |
| ABT Summer                                                   | Angola, 700 nmi (1 300 km) od pobřeží                                             | 28. května 1991                        | 260 000   | 260 000   | [ 95 ]                               |
| loď MT Haven                                                 | Itálie, Středozemní moře u Genoa                                                  | 11. dubna 1991                         | 144 000   | 144 000   | [ 95 ]                               |
| Ropný únik při válce v zálivu                                | Irák, Perský záliv                                                                | 23. ledna 1991                         | 270 000   | 820 000   | [ 116 ] [ 117 ]                      |
| Mega Borg                                                    | Spojené státy americké, Mexický záliv, 57 mi (92 km) JV od města Galveston, Texas | 8. června 1990                         | 16 499    | 16 501    | [ 118 ]                              |
| American Trader                                              | Spojené státy americké, Bolsa Chica State Beach, Kalifornie                       | 7. února 1990                          | 979       | 981       | [ 89 ] [ 119 ]                       |
| Ropovod v Arthur Kill                                        | Spojené státy americké, New Jersey, Sewaren                                       | 1. ledna 1990                          | 1 840     | 1 840     | [ 120 ] [ 121 ]                      |
| Khark 5                                                      | Španělsko, 350 nmi (650 km) u Las Palmas de Gran Canaria                          | 19. prosince 1989                      | 70 000    | 80 000    | [ 89 ] [ 95 ]                        |
| Presidente Rivera                                            | Spojené státy americké, Delaware River, Marcus Hook, Pensylvánie                  | 24. června 1989                        | 993       | 993       | [ 122 ]                              |
| Exxon Valdez                                                 | Spojené státy americké, Prince William Sound, Aljaška                             | 24. března 1989                        | 37 000    | 104 000   | [ 95 ] [ 123 ]                       |
| Tanker Odyssey                                               | Kanada, 700 nmi (1 300 km) od Nového Skotska                                      | 10. listopadu 1988                     | 132 000   | 132 000   | [ 95 ]                               |
| Ashland                                                      | Spojené státy americké, Floreffe, Pensylvánie                                     | 2. ledna 1988                          | 10 000    | 10 000    | [ 124 ] [ 125 ]                      |
| Nova                                                         | Írán, Perský záliv, Kharg Island                                                  | 6. prosince 1985                       | 70 000    | 70 000    | [ 95 ]                               |
| Grand Eagle                                                  | Spojené státy americké, Delaware River, Marcus Hook, Pennsylvania                 | 28. září 1985                          | 1 400     | 1 400     | [ 126 ]                              |
| SS Mobil Oil                                                 | Spojené státy americké, Columbia River, Longview                                  | 19. března 1984                        | 550       | 650       | [ 127 ] [ 128 ]                      |
| Castillo de Bellver                                          | Jihoafrická republika, záliv Saldanha                                             | 6. srpna 1983                          | 252 000   | 252 000   | [ 95 ]                               |
| ropná plošina Nowruz                                         | Írán, Perský záliv                                                                | 4. února 1983                          | 260 000   | 260 000   | [ 129 ]                              |
| havárie na Ropovodu Družba                                   | Československo, Bartoušov                                                         | 3. listopadu 1980 – 4. listopadu 1980  | 6 000     | 6 000     | [ 130 ] [ 131 ]                      |
| Tanio                                                        | Francie, Bretaň                                                                   | 7. března 1980                         | 13 500    | 13 500    | [ 132 ]                              |
| Irenes Serenade                                              | Řecko, Pylos                                                                      | 23. února 1980                         | 100 000   | 100 000   | [ 95 ]                               |
| loď MT Independenţa                                          | Turecko, Bosphorus                                                                | 15. listopadu 1979                     | 95 000    | 95 000    | [ 95 ]                               |
| Burmah Agate                                                 | Spojené státy americké, záliv Galveston Bay, Texas                                | 1. listopadu 1979                      | 8 440     | 8 440     | [ 133 ]                              |
| Atlantic Empress / Aegean Captain                            | Trinidad a Tobago                                                                 | 19. července 1979                      | 287 000   | 287 000   | [ 95 ] [ 134 ] [ 135 ]               |
| Ixtoc                                                        | Mexiko, záliv Campeche, Mexický záliv                                             | 3. června 1979 – 23. března 1980       | 454 000   | 480 000   | [ 136 ] [ 137 ]                      |
| Betelgeuse                                                   | Irsko, záliv Bantry                                                               | 8. ledna 1979                          | 64 000    | 64 000    | [ 138 ]                              |
| Amoco Cádiz                                                  | Francie, Bretaň                                                                   | 16. března 1978                        | 223 000   | 227 000   | [ 89 ] [ 89 ] [ 95 ] [ 139 ] [ 140 ] |
| Sabotáž Trans-Aljašskaého ropovodu výbušninami               | Spojené státy americké, Aljaška                                                   | 15. února 1978                         | 2 162     | 2 162     | [ 141 ]                              |
| Kolize Venpet / Venoil                                       | Jihoafrická republika, mys St. Francis                                            | 16. prosince 1977                      | 26 600    | 30 500    |                                      |
| Ropné pole Ekofisk                                           | Norsko, Severní moře                                                              | 22. dubna 1977                         | 27 600    | 27 600    | [ 142 ] [ 143 ]                      |
| Hawaiian Patriot                                             | Spojené státy americké, 300 nmi (560 km) od Honolulu, Havaj                       | 26. února 1977                         | 95 000    | 95 000    | [ 89 ] [ 95 ]                        |
| Borag                                                        | Tchaj-wan, severní pobřeží                                                        | 7. února 1977                          | 34 000    | 34 000    | [ 144 ]                              |
| Argo Merchant                                                | Spojené státy americké, ostrov Nantucket, Massachusetts                           | 15. prosince 1976                      | 25 000    | 28 000    | [ 145 ] [ 146 ]                      |
| NEPCO 140                                                    | Spojené státy americké, Saint Lawrence River                                      | 23. června 1976                        | 1 000     | 1 000     | [ 147 ] [ 148 ]                      |
| Urquiola                                                     | Španělsko, A Coruña                                                               | 12. května 1976                        | 100 000   | 100 000   | [ 95 ]                               |
| Delta Nigeru                                                 | Nigérie, delta Nigeru                                                             | 1976–1996                              | 258 000   | 328 000   | [ 149 ]                              |
| Corinthos                                                    | Spojené státy americké, Delaware River, Marcus Hook, Pennsylvania                 | 31. ledna 1975                         | 36 000    | 36 000    |                                      |
| Jakob Maersk                                                 | Portugalsko, Oporto                                                               | 29. ledna 1975                         | 88 000    | 88 000    | [ 95 ]                               |
| loď VLCC Metula                                              | Chile, průliv Magellan                                                            | 9. srpna 1974                          | 50 000    | 51 000    | [ 150 ]                              |
| Tanker Sea Star                                              | Írán, Ománský záliv                                                               | 19. prosince 1972                      | 115 000   | 115 000   | [ 89 ] [ 95 ]                        |
| kolize Oswego-Guardian / Texanita                            | Jihoafrická republika, Stilbaai                                                   | 21. srpna 1972                         | 10 000    | 10 000    | [ 151 ]                              |
| SS Wafra                                                     | Jihoafrická republika, mys Agulhas                                                | 21. února 1971                         | 27 000    | 27 000    | [ 152 ]                              |
| Kolize Arizona Standard / Oregon Standard                    | Spojené státy americké, Sanfranciský záliv                                        | 17. ledna 1971                         | 2 700     | 2 700     | [ 153 ] [ 154 ]                      |
| Tanker Othello                                               | Švédsko, záliv Trälhavet                                                          | 20. března 1970                        | 50 000    | 60 000    | [ 89 ] [ 105 ]                       |
| Santa Barbara                                                | Spojené státy americké, Santa Barbara, Kalifornie                                 | 28. ledna 1969                         | 10 000    | 14 000    | [ 155 ]                              |
| SS Torrey Canyon 2                                           | Spojené království, Cornwall a Scilly                                             | 18. března 1967                        | 80 000    | 119 000   | [ 89 ] [ 95 ]                        |
| African Queen                                                | Spojené státy americké, Ocean City (Maryland), Maryland                           | 30. prosince 1958                      | 21 000    | 21 000    | [ 156 ] [ 157 ]                      |
| Ropovod Avila Beach                                          | Spojené státy americké, Avila Beach, Kalifornie                                   | 50. léta 20. st. – 1996                | 1 300     | 1 300     | [ 158 ]                              |
| Ropné pole Guadalupe                                         | Spojené státy americké, Guadalupe, Kalifornie                                     | 50. léta 20. st. – 1994                | 29 000    | 29 000    | [ 158 ]                              |
| Greenpoint, Brooklyn                                         | Spojené státy americké, Newtown Creek, Greenpoint, New York                       | 40. léta 20. st. – 50. léta 20. st.    | 55 200    | 97 400    | [ 159 ]                              |
| Kolize SS Frank H. Buck / SS President Coolidge              | Spojené státy americké, Sanfranciský záliv, Kalifornie                            | 6. března 1937                         | 8 870     | 8 870     | [ 153 ] [ 160 ]                      |
| Lakeview Gusher                                              | Spojené státy americké, Kern County, Kalifornie                                   | 14. března 1910 – 10. září 1911        | 1 230 000 | 1 230 000 | [ 161 ]                              |
| loď Thomas W. Lawson                                         | Spojené království, Scilly                                                        | 14. prosince 1907                      | 7 400     | 7 400     | [ 162 ]                              |